# Платина (Сан-Паулу)
Платина (порт. Platina)  —  муниципалитет в Бразилии, входит в штат Сан-Паулу. Составная часть мезорегиона Ассис. Входит в экономико-статистический  микрорегион Асис. Население составляет 2896 человек на 2006 год. Занимает площадь 327,826 км². Плотность населения — 8,8 чел./км².

## История
Город основан 26 июля 1894 года.

## Статистика
- Валовой внутренний продукт на 2003 составляет 52.569.873,00 реалов (данные: Бразильский институт географии и статистики).
- Валовой внутренний продукт на душу населения на 2003 составляет 18.240,76 реалов (данные: Бразильский институт географии и статистики).
- Индекс развития человеческого потенциала на 2000 составляет 0,735 (данные: Программа развития ООН).